# Amt Brühl

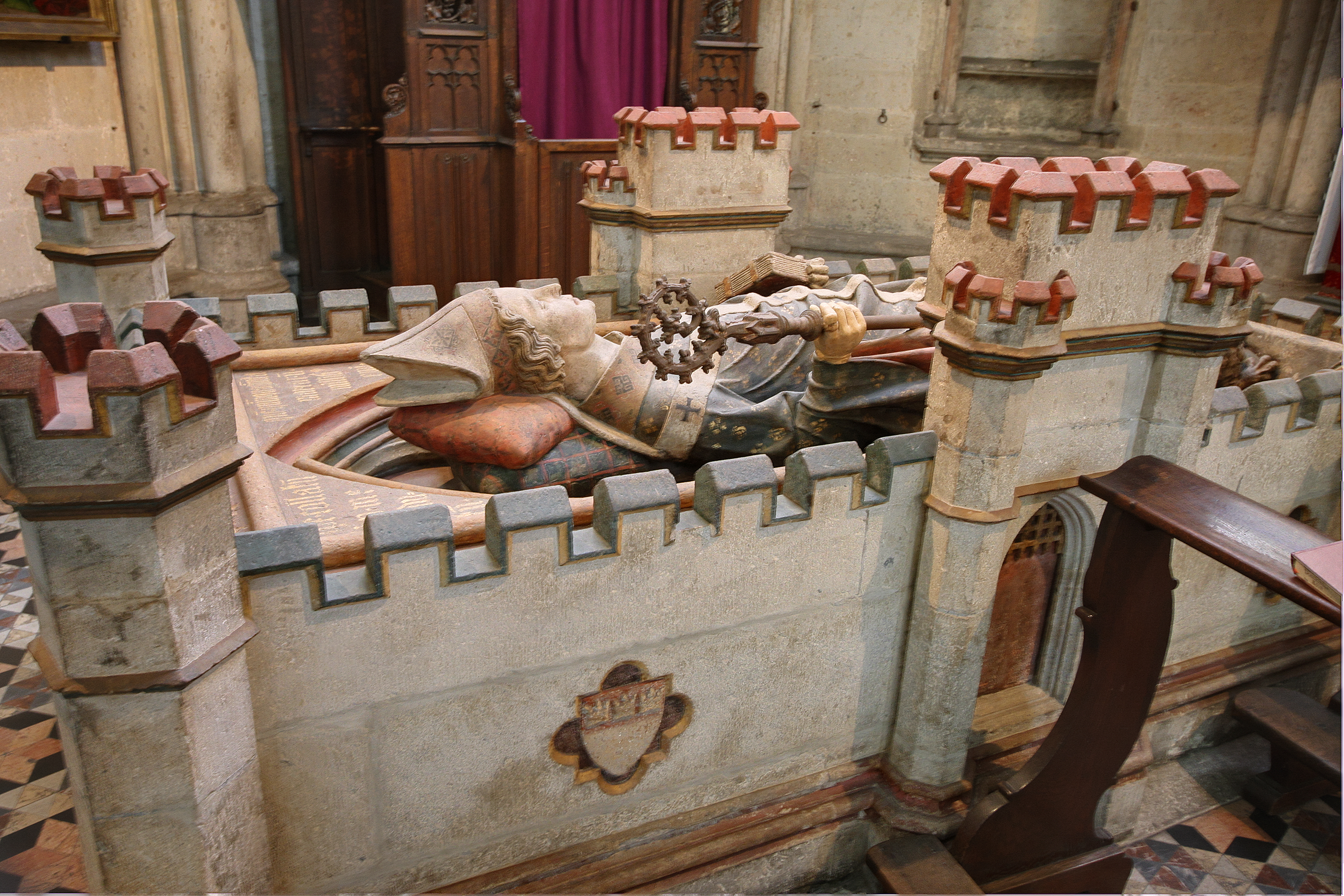
Grabmal des Erzbischofs Philipp von Heinsberg im Kölner Dom

Das Amt Brühl war eine Verwaltungseinheit des Kurfürstentums Köln, die vom 13. bis zum Ende des 18. Jahrhunderts bestand. Es wurde 1794 nach dem Einmarsch der französischen Revolutionstruppen aufgehoben und eine Zivilverwaltung für die besetzten Gebiete durch die französischen Behörden eingerichtet.
Das Amt Brühl hat seinen Ursprung in einem Fronhof, der unter Erzbischof Philipp von Heinsberg durch die Zusammenlegung der beiden erzbischöflichen Fronhöfe Pingsdorf und Merreche entstand und seit 1190 zur Burg ausgebaut wurde. Die stark befestigte Anlage wurde 1298 unter Erzbischof Wigbold von Holte fertig gestellt und Heinrich von Kendenich wurde als Burggraf eingesetzt. Die zur Burg gehörende Siedlung Brühl wurde durch Wall und Gräben, teilweise durch Mauern geschützt und erhielt durch Siegfried von Westerburg 1285 Stadtrechte. Das angrenzende Gelände diente als Wildgehege (Tiergarten).

## Amtsgebiet
Zum Amte Brühl gehörten:
1. das Gericht Brühl mit der Stadt und den in der Stadtrechtsurkunde genannten zum Bann (bifanc) gehörenden Dörfern Hoenningen, Weiß, Sürth, Godorf, Immendorf, Hoggendorf (Wüstung), Meschenich, Engdorf, Badorf, Eckdorf, Geildorf, Vochem sowie der Weiler Palmersdorf östlich von Brühl.
2. die Herrlichkeiten mit eigenen Schöffengerichten, in denen der Erzbischof nur Hochgerichtsrechte hatte: Die Herrlichkeit Badorf mit Eckdorf und Geildorf, die Herrlichkeit Schwadorf mit der Schallenburg, die Herrlichkeit Keldenich, die Herrlichkeit Alfter mit Roisdorf, die Herrlichkeit Rösberg,
der Dingstuhl Waldorf mit Hemmerich, Kardorf und Uellekoven, der Dingstuhl Widdig mit Hersel, Uedorf und Urfeld. Die Herrlichkeit Merten mit Trippelsdorf, die Herrlichkeit Sechtem, die Herrlichkeit Weilerswist mit Metternich und Vernich, die Erzbischof Wigbold von Holte 1303 von Dietrich Luf von Kleve zusammen mit dem Gericht Bornheim erworben hatte.
3. Innerhalb des Amtes bestanden mehrere Unterherrschaften.
Eine Exklave im Herzogtum Jülich war Weidesheim, wo der Kurfürst alle Gerichtsrechte besaß. Weitere Unterherrschaften waren die Unterherrschaft Kendenich der Herren von Frenz und ihrer Nachfolger mit Burg Kendenich, die Unterherrschaft Berzdorf des Kölner Stiftes St. Gereon, die Unterherrschaft des Kölner Domkapitels zu Walberberg mit der Rheindorfer Burg.
Die Unterherrschaften Gleuel und Esch des Kölner Domkapitels lagen als Exklaven im Herzogtum Jülich
4. Burgen, die vom Erzbischof zu Lehen gingen, waren Burg Alfter, Burg Bornheim, Burg Rösberg, Kitzburg Graue Burg und Weiße Burg in Sechtem.

### Brühl als Pfandobjekt der Stadt Köln
Der Aufbau des Amtes verzögerte sich wegen der Auseinandersetzungen um den gebrochenen Landfrieden durch Erzbischof Heinrich von Virneburg, der 1318 aus dem 1317 geschlossenen Landfriedensbund ausgetreten war. Die Brühler Burgmannen nahmen dies zum Anlass, um gegen die Stadt Köln, ein Mitglied des Landfriedensbundes, Raubzüge zu unternehmen, um deren Handel zu schwächen.
Auf Bitten der Stadt Köln belagerten Mitglieder des Landfriedensbundes die Brühler und nahmen Stadt und Burg ein. Im Schiedsspruch von 1320 kamen Burg und Stadt Brühl zur Sicherung des Landfriedens als Pfand an die Stadt Köln. Als Burggraf und Amtmann setzten die Kölner Kono von Fischenich ein, der nach der 1328 erfolgten Abzahlung der Kölner Schadensersatzforderungen 1329 abgelöst wurde. Sein Nachfolger war der vom Erzbischof eingesetzte Dechant Johann von Bonn.

## Verwaltung des Amtes

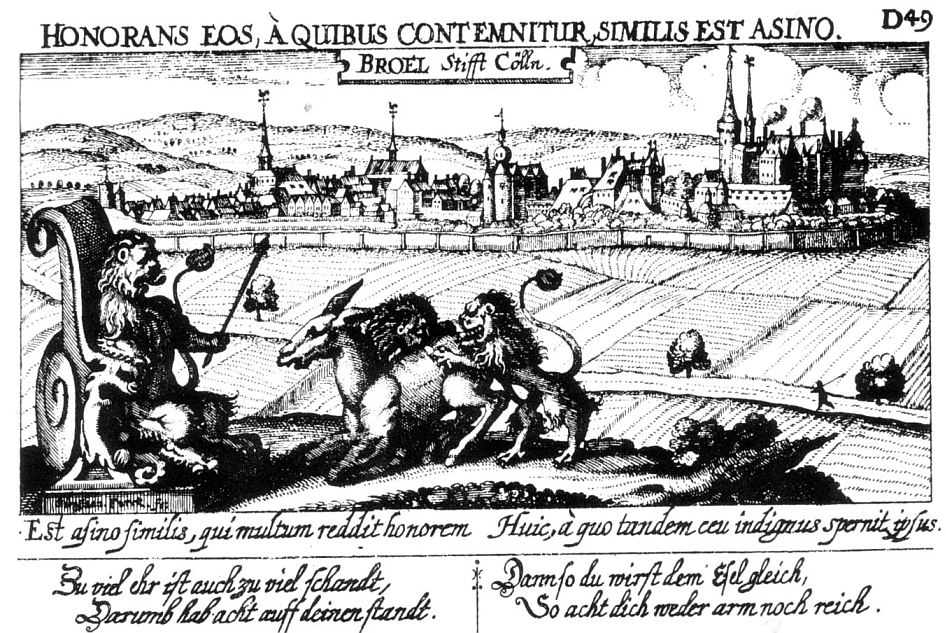
Sebastian Furck: Brühler Stadtansicht mit Burg um 1630

Eine straffere Verwaltung des Amtes konnte erst nach 1330 nach der vollständigen Aussöhnung zwischen Heinrich von Virneburg und der Stadt Köln durchgeführt werden.
An der Spitze des Amtes stand der vom Erzbischof eingesetzte Amtmann, dessen Aufgaben und Befugnisse in der Bestallungsurkunde beschrieben waren.
Die von den Erzbischöfen Siegfried von Westerburg und Wigbold von Holte nach der Schlacht von Worringen als Stützpunkt gegen die Stadt Köln ausgebaute und stark befestigte Burg war Sitz des Amtmanns, der erzbischöflichen Verwaltung und des Gerichtes mit Nieder- und Hochgericht.
Der ursprünglich vorgesehene Gerichtsvorsitz des Amtmanns wurde schon Mitte des 14. Jahrhunderts aufgegeben. Ein vom Erzbischof eingesetzter Richter, Schultheiß genannt, sprach zusammen mit sieben Schöffen Recht. Gerichtsschreiber und Gerichtsdiener vervollständigten das Gericht. Der Amtmann erschien nur zu den Herrengedingen und Brüchtenverhören.
Die Sorge für Sicherheit und Ordnung im Amtsgebiet, die bis ins 16. Jahrhundert vom Amtmann und seinen Begleitern wahrgenommen wurde, übernahmen Amtsschützen, die einem Schützenführer unterstanden. Ihre Aufgaben übernahm seit Mitte des 18. Jahrhunderts weitgehend die 1751 durch Kurfürst Clemens August für das gesamte Erzstift geschaffene Husarenkompanie (→ Gendarmerie).
Außer dem Amtmann gab es im 14. Jahrhundert einen Burggrafen, der auch Kellner war und für die Instandhaltung der Gebäude und das Einsammeln der erzbischöflichen Einkünfte an Geld wie Schatzgeld, Bede und Naturalien zu sorgen hatte. Im 15. Jahrhundert hatte ein vom Erzbischof eingesetzter Kellner alle Aufgaben übernommen.

### Verpfändungen
Im 14. und im 15. Jahrhundert benötigten die Erzbischöfe für ihre Gebietserwerbungen und kriegerischen Auseinandersetzungen Geldgeber, denen neben Zöllen oder auch Ämter verpfändet wurden. Zu den Pfändern gehörte im Laufe der Zeit mehrmals das Amt Brühl (Burg, Stadt und Amt „zu dem broyle“). 1345 wurde das Amt Brühl an Reinhard von Schönau, der die Rückzahlung der erzbischöflichen Schulden übernommen hatte, verpfändet, bis seine Ansprüche befriedigt waren. Nach dem Erwerb der Grafschaft Arnsberg 1368 von Graf Gottfried von Arnsberg durch Kuno von Falkenstein, dem Koadjutor des Kölner Erzbischofs, erhielt Graf Gottfried für seinen notwendigen Lebensunterhalt bis zu seinem Tode 1371 von einer zu zahlenden Summe eine jährliche Rente bestehend aus Einkünften aus dem Rheinzoll in Bonn und Neuss sowie aus dem Amte Brühl. Für die Einlösung von Linn 1388 zahlte Erzbischof Friedrich von Saarwerden dem Amtmann und Pfandherrn Heinrich von Strünkede für seine im Dienste der Gräfin von Kleve entstandenen Kosten eine jährliche Rente und bestallte ihm zum Amtmann von Liedberg. Ferner erhielt er Einkünfte aus dem Zoll von Bonn. Für die Einhaltung der Vereinbarung bürgten Amtmänner des Erzbischofs mit allen Einkünften aus ihren Ämtern, so auch der Brühler Amtmann Hermann von Hersel. Einen Teil der entstandenen Schulden aus der Soester Fehde und der Münsterischen Stiftsfehde, an denen Erzbischof Dietrich von Moers beteiligt war, bezahlten Johann von Gemen, dem dafür 1445 das Amt Brühl verpfändet war und Johann von Palant, der das Amt Brühl 1464 als Pfandobjekt erhielt. In der Kölner Stiftsfehde standen Stadt und Amt Brühl auf Seiten Erzbischofs Ruprechts. Der neue Erzbischof Hermann von Hessen erkannte die finanziellen Forderungen des Brühler Amtmannes und Pfandherrn Evert von Zweifel an und löste sie 1492 ein.

### Amtsverwalter
Der feste Amtssitz in der Burg wurde im 16. Jahrhundert aufgegeben, als die Amtmänner auf ihren eigenen Burgen wohnten oder andere Aufgaben hatten und sich im Amt durch einen Amtsverwalter vertreten ließen.

## Liste der Amtmänner
- 1329 Dechant Johann von Bonn
- 1344 Heinrich von Lewenberg
- 1345 Reinhard von Schönau
- 1355 Hermann von Hersel
- 1367 Werner von Bachem
- 1369 Gottfried von Arnsberg
- 1371 Johann Schurman
- 1378 Hermann von Hersel
- 1390 Hermann von Hersel
- 1394 Scheiffart von Merode der Alte
- 1409 Scheiffart von Merode der Junge
- 1429 Ulrich von Lupenau
- 1436 Heinrich Rolmann von Dadenberg
- 1442 Heinrich von Kendenich
- 1445 Johann von Gemen
- 1448 Johann von Nechtersheim
- 1451 Johann von Nechtersheim[14]
- 1464 Johann von Palant
- 1477 Evert von Zweiffel
- 1493 Evert von Zweiffel
- 1533 Vinzent Heseler
- 1543 Hermann von Zweiffel zu Fischenich
- 1556 Gerhard Wolfskehl
- 1595 Adam von Efferen zu Sechtem
- 1612 Heinrich Schall von Bell
- 1634 Daniel von Hersel zu Vochem
- 1648 Adolf von Gymnich
- 1671 Wilhelm Jakob Schall von Bell zu Flerzheim
- 1692 Johann Wilhelm Rost von Werß
- 1694 Wilhelm Dietrich von Bernsau
- 1709 Johann Jakob von Waldbott-Bassenheim zu Bornheim
- 1755 Clemens August von Waldbott-Bassenheim zu Bornheim
- 1778 Clemens August von Waldbott-Bassenheim zu Bornheim
- 1793 Max Friedrich von Waldbott-Bassenheim zu Bornheim